# Straight-ahead-Jazz
Als Straight-ahead-Jazz (in der einschlägigen Literatur fast immer als Straight Ahead Jazz) wird eine Spielhaltung des Modern Jazz bezeichnet, die „keine Zick-Zacks“ und „Kapriolen“ macht (wie sie beispielsweise für den Free Jazz und den Creative Jazz typisch sind).
Diese Geradeaus-Haltung zeichnet sich durch bestimmte Konventionen aus. Hierzu zählen neben der Orientierung an akustischer Tonerzeugung vor allem typische Begleitmuster der Rhythm-Section aus Bass und Schlagzeug (bei Swing z. B. Walking Bass und Swing-Achtel-Rhythmus auf den Becken) und der feste Aufbau von Songs (Thema-Improvisation-Thema). Bei Straight-ahead-Jazz besteht im Übrigen der größte Teil eines Programms aus Swing-Nummern, ergänzt durch eine Zahl von Latin- und Funk-Stücken. Ebenfalls typisch (wenn auch nicht für die Einordnung als Straight Ahead ausschlaggebend) ist das Beschränken der Songauswahl auf Real Book-Standards und ein am Jazz der 40er bis 60er orientierter Bandsound mit entsprechender Instrumentierung.
Bedeutung hat der Straight-ahead-Jazz nicht nur im Neobop, sondern auch bei Jam-Sessions, wo meist ein Straight-Ahead-Programm gespielt wird. Die genannten Konventionen dienen bei Jam-Sessions vor allem dazu, das spontane Zusammenspiel der Musiker zu vereinfachen.